# RB Leipzig in het seizoen 2010/11
Het seizoen 2010/2011 was het 2e jaar in het bestaan van de Duitse voetbalclub RB Leipzig. De ploeg kwam uit in de Regionalliga Nord en eindigde op een vierde plaats.

## Regionalliga Nord
|       | Chemnitzer FC | Energie Cottbus II | Eintracht Braunschweig II | Hallescher FC | Hamburger SV II | Hannover 96 II | TSV Havelse | Hertha BSC II | Holstein Kiel | VfB Lübeck | 1. FC Magdeburg | ZFC Meuselwitz | FC Oberneuland | VFC Plauen | Türkiyemspor Berlin | SV Wilhelmshaven | VfL Wolfsburg II |
| ----- | ------------- | ------------------ | ------------------------- | ------------- | --------------- | -------------- | ----------- | ------------- | ------------- | ---------- | --------------- | -------------- | -------------- | ---------- | ------------------- | ---------------- | ---------------- |
| Thuis | 1 – 1         | 3 – 2              | 4 – 0                     | 2 – 0         | 3 – 0           | 1 – 1          | 2 – 0       | 2 – 0         | 1 – 5         | 2 – 1      | 2 – 1           | 3 – 0          | 3 – 0          | 1 – 0      | 1 – 1               | 3 – 2            | 0 – 1            |
| Uit   | 1 – 0         | 3 – 1              | 0 – 0                     | 0 – 0         | 1 – 2           | 0 – 3          | 0 – 0       | 1 – 1         | 1 – 2         | 0 – 0      | 2 – 1           | 3 – 3          | 0 – 4          | 0 – 2      | 0 – 3               | 1 – 1            | 1 – 0            |

## Statistieken RB Leipzig 2010/2011

### Eindstand RB Leipzig in de Regionalliga Nord 2010 / 2011
| Stand | Gespeeld | Gewonnen | Gelijk | Verloren | Punten | Doelpunten voor | Doelpunten tegen | Gele kaarten | Rode kaarten |
| ----- | -------- | -------- | ------ | -------- | ------ | --------------- | ---------------- | ------------ | ------------ |
| 4e    | 34       | 18       | 10     | 6        | 64     | 57              | 29               | 59           | 5            |

### Topscorers
| Regionalliga Nord \| # \| Naam \| \| \| ---------------- \| --------------------------------- \| -- \| \| 1. \| Daniel Frahn \| 16 \| \| 2. \| Nico Frommer \| 8 \| \| 3. \| Carsten Kammlot \| 5 \| \| 4. \| Stefan Kutschke \| 4 \| \| 4. \| Paul Schinke \| 4 \| \| 5. \| Lars Müller \| 3 \| \| 5. \| Timo Rost \| 3 \| \| 6. \| Thiago Rockenbach \| 2 \| \| 6. \| Daniel Rosin \| 2 \| \| 6. \| Maximilian Watzka \| 2 \| \| 7. \| Benjamin Baier \| 1 \| \| 7. \| Tom Geißler \| 1 \| \| 7. \| Thomas Kläsener \| 1 \| \| 7. \| Steven Lewerenz \| 1 \| \| 7. \| Tim Sebastian \| 1 \| \| Eigen doelpunten \| \| \| \| 1. \| Andreas Gaebler (SV Wilhemshaven) \| 1 \| \| 1. \| Burak Ilgin (Türkiyemspor Berlin) \| 1 \| \| Totaal \| Totaal \| 57 \| |                                   |      |
| # | Naam                              | Goal |
| 1. | Daniel Frahn                      | 16   |
| 2. | Nico Frommer                      | 8    |
| 3. | Carsten Kammlot                   | 5    |
| 4. | Stefan Kutschke                   | 4    |
| 4. | Paul Schinke                      | 4    |
| 5. | Lars Müller                       | 3    |
| 5. | Timo Rost                         | 3    |
| 6. | Thiago Rockenbach                 | 2    |
| 6. | Daniel Rosin                      | 2    |
| 6. | Maximilian Watzka                 | 2    |
| 7. | Benjamin Baier                    | 1    |
| 7. | Tom Geißler                       | 1    |
| 7. | Thomas Kläsener                   | 1    |
| 7. | Steven Lewerenz                   | 1    |
| 7. | Tim Sebastian                     | 1    |
| Eigen doelpunten |                                   |      |
| 1. | Andreas Gaebler (SV Wilhemshaven) | 1    |
| 1. | Burak Ilgin (Türkiyemspor Berlin) | 1    |
| Totaal | Totaal                            | 57   |